# 劉子均
劉子均（英語：Alex Lau Tsz Kwan，1996年2月5日—），香港職業壁球運動員。2025年6月，男子世界排名最高达第39位。
2025年，他獲得亞洲個人壁球錦標賽男子單打冠軍，成為第四位獲得此項賽事冠軍的香港男球員。